# Consommation Logement Cadre de vie
Consommation Logement Cadre de vie ou CLCV est une association française de consommateurs et d'usagers. Elle est l'une des quinze associations de consommateurs reconnues comme représentatives par les pouvoirs publics en France.

## Histoire

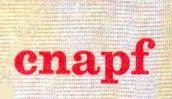
logo de la CNAPF

L'association est créée le 7 juin 1952 sous le nom de « Confédération Nationale des Associations Populaires Familiales (CNAPF) ».
Après un long débat sur le rôle et les missions des associations familiales dans la défense des usagers et des consommateurs, elle se transforme en « Confédération Syndicale du Cadre de Vie (CSCV) » en 1976.
En 1998, elle change de nom pour devenir « Confédération de la Consommation, du Logement et du Cadre de Vie (CLCV) ».

### Principales mobilisations
En 1987, elle initie la mobilisation contre les chèques payants, projet du gouvernement conduit par Jacques Chirac.
En 2007, en partenariat avec l'UFC-Que choisir, elle demande la création en droit français de l'action de groupe.
En 2014, elle lance l'une des premières actions de groupe en France (permises par la loi du 17 mars 2014 sur la protection du consommateur) devant le tribunal de Nanterre contre les sociétés Axa et AGIPI, au sujet d'un contrat d'assurance vie, les deux sociétés n'ayant pas respecté leurs engagements contractuels.
La CLCV se constitue partie civile, en mars 2015, devant le tribunal de grande instance de Paris, de la procédure engagée par plus d’une centaine de consommateurs pour pratique commerciale trompeuse engagée à l’encontre du groupe BNP Paribas dans l'affaire des prêts toxiques Helvet Immo,.
En juillet 2020, elle dépose, avec l'UFC-Que choisir, un recours devant le Conseil d'État pour contester l'ordonnance du gouvernement Jean Castex autorisant les voyagistes à proposer un avoir et non rembourser les voyages annulés du fait de la pandémie de Covid-19.
En novembre 2020, elle annonce engager une action de groupe en France contre Volkswagen dans l'affaire du Dieselgate.
En décembre de la même année, elle traduit SFR et Orange en justice pour avoir commercialisé des offres 5G sans une information précontractuelle suffisante.
En janvier 2024 elle annonce conclure un accord historique avec BNP Paribas Personal Finance, permettant ainsi la réparation de plus de 4 000 clients ayant souscrit un prêt « Helvet Immo ». Cet accord se chiffre à plus de 600 millions d'euros.

## Fonctionnement
La CLCV est membre du Bureau Européen des Unions de Consommateurs (BEUC) et de Consumers International.
Elle est agréée par les pouvoirs publics comme association de consommateurs, association d'éducation populaire, association éducative complémentaire de l'enseignement public et association représentant les usagers dans les instances hospitalières ou de santé publique.

### Actions et représentations
La CLCV agit, entre autres, contre toute forme d'exclusion sociale, économique et culturelle. Elle vise à favoriser l'éducation populaire et la solidarité. Elle se donne pour objectif de développer la responsabilité des individus et des groupes, notamment des milieux populaires, en leur donnant la possibilité de participer activement, de manière individuelle ou collective, aux décisions qui les concernent dans tous les domaines de la vie quotidienne et du cadre de vie.
Elle s'appuie pour ce faire sur ses 392 associations locales, départementales et régionales, qui assurent notamment des permanences d'accueil des consommateurs et initient des actions dans les domaines de l'accès au droit, de la consommation, de la location en HLM ou dans le secteur privé, de la copropriété et de la construction, du développement durable et des transports.
Elle participe régulièrement au débat public autour des projets de lois qui relèvent de son domaine d'action. À ce titre, elle a par exemple fait valoir ses arguments concernant le projet de loi relatif à la transition énergétique pour la croissance verte (adopté en 2015), incitant par exemple les parlementaires à veiller aux ménages en difficulté. Elle s'oppose également à certaines mesures du projet de loi « égalité et citoyenneté » (adopté en 2017), notamment en ce qui concerne le renfort du supplément de loyer de solidarité pour les occupants du logement social.
En 2024, la CLCV participe au groupe de travail mené par Olivia Grégoire, alors Ministre de la consommation, pour développer un nouveau label visant une plus grande transparence de l'origine des produits alimentaires transformés « Origin'Info ». La CLCV indique alors une avancée pour les consommateurs en soulignant un travail à poursuivre, notamment pour dépasser l'argument purement marketing que l'origine peut représenter pour les marques.

### Fonctionnement interne
La CLCV est dirigée par un conseil confédéral national composé de 20 membres élus pour quatre ans.
En novembre 2016, Jean-Yves Mano succède Reine-Claude Mader à la présidence de la CLCV,.
L'équipe nationale de la CLCV, le Secrétariat national se compose d'une quinzaine de salariés. En France, sur l'ensemble du territoire c'est plus d'une centaine de juristes et chargés de mission qui appuient les bénévoles dans leurs actions.

## Publications
La CLCV édite un journal trimestriel, Cadre de Vie, et de nombreux guides sur les droits des consommateurs.
- Locataires : guide de vos droits, démarches et recours (livre électronique en format PDF), 2020
- Guide conso santé, Éditions Vuibert, 2011
- Rayonnements, OGM, nanotechnologies : danger ou progrès ?, Éditions Vuibert, 2009
- Étudiants et jeunes : se loger sans galérer !, Éditions Vuibert, 2008

La CLCV édite également deux publications trimestrielles dédiées au logement : « Info HLM », à destination des administrateurs locataires et des représentants des associations et groupements de locataires et « Copropriétaires » à destination de ses adhérents copropriétaires ou syndics.